# Kirgizistans parlament
Kirgizistans parlament (kirgiziska Жогорку Кеңеш, Joğorku Keñeş, ryska Верховный Совет, Verhovnij Sovjet), eller Högsta rådet, är den lagstiftande organ i Kirgizistan. I sin nuvarande form består parlamentet av 120 ledamöter som väljs var femte år. 
Parlamentarisk arbete sker i nio kommittéer.

## Historia
Under sovjettider, sedan 1938, fungerade Kirgiziska SSR högsta sovjet som en enkammarparlament med 284 ledamöter.
Sedan 1991 till 2007 hade parlamentet två kammare men överhuset avskaffades år 2007 vid en folkomröstning. En ny folkomröstning hölls år 2010 då det nuvarande parlamentet skapades med 120 ledamöter och en kammare. Vid samma folkomröstningen gavs parlament också mycket mer makt då presidentens roll blev ceremoniell..  

## Senaste val
Senaste val hölls 2015. SPDK blev det största partiet. Enligt internationella observatörer hade väljare hade frihet att välja från olika partier. Problem fanns bl.a. partiernas kampanjfinansiering genomskinligheten..  
Alla kirgiziska medborgare som är minst 18 år gamla har rösträtt medan kandidater måste vara minst 21 år gamla som har bott i Kirgizistan för åtminstone fem år.
Sedan 2010 har det funnits 9 % röstspärr, vilket gör Kirgizistan en av fem stat i hela världen som har röstspärr högre än 5 %.

Parlamentsbyggnad i Bisjkek.